# المعهد الوطني للإحصائيات (إسبانيا)

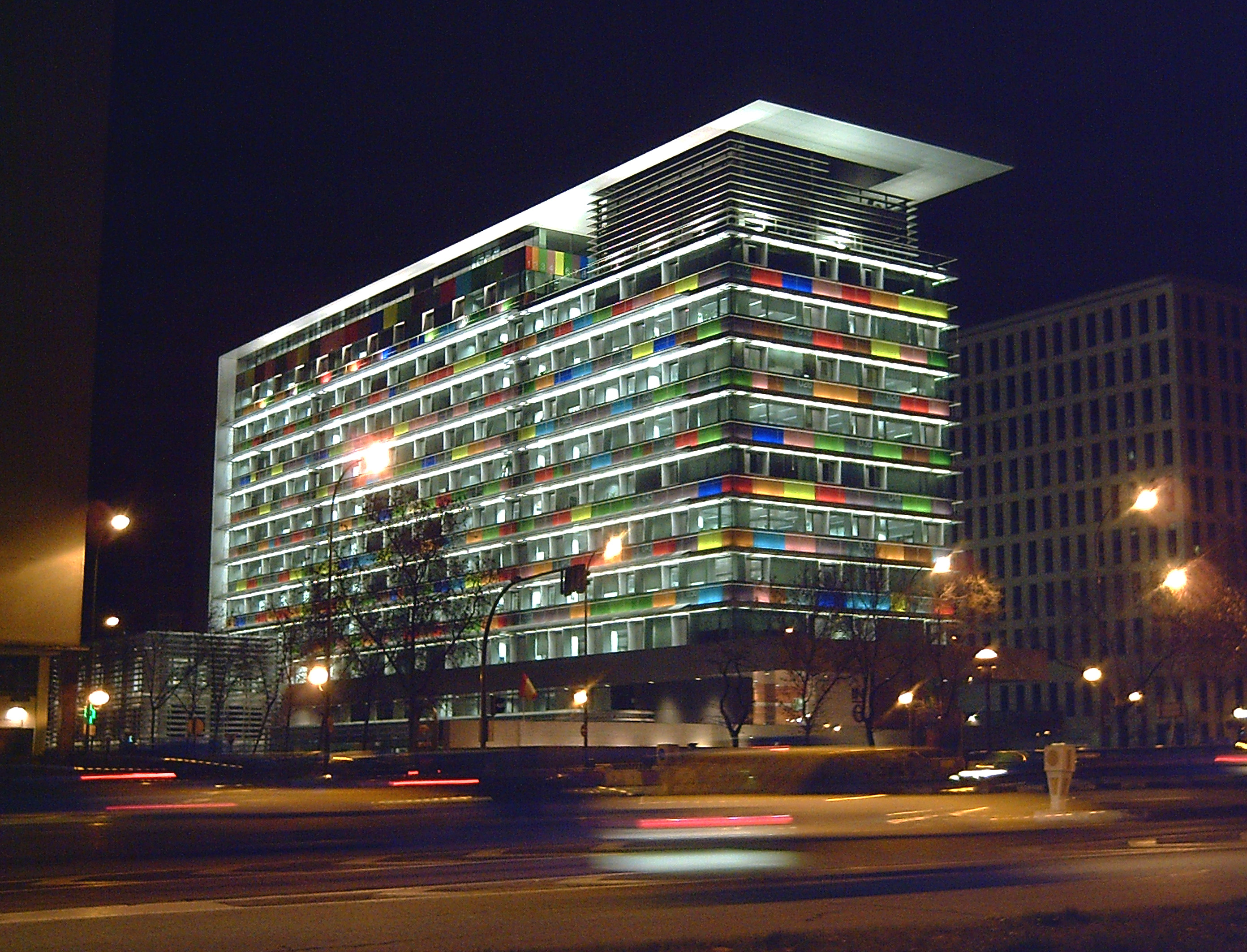
المركز الرئيسي للمعهد في مدريد

المعهد الوطني للإحصائيات (بالإسبانية:Instituto Nacional de Estadística)، هو المقر الرسمي لعمل الإحصائيات في إسبانيا، سواءً كانت إحصائيات اقتصادية أو ديموغرافية. وتقوم هذه المنظمة بعمل إحصائية سكانية كل 10 سنوات لحساب النمو السكاني. آخر إحصائية أخذت سنة 2013.

## وصلات خارجية
- الموقع الرسمي للمعهد